# Nevada (Texas)
Nevada város az USA Texas államában, Collin megyében. Lakosainak száma 1314 fő (2020. április 1.).

## Népesség
A település népességének változása:

| 2010 | 822   |
| 2020 | 1 314 |